# Juan Andrés
Juan Andrés y Morell (Planes, Alicante, 15 de fevereiro de 1740 — Roma, 10 de janeiro de 1817) foi um sacerdote jesuíta, humanista cristão e crítico literário espanhol do Iluminismo.

## Biografia
Humanista cristão, é o criador da História universal e comparada da Literatura (isto é, das Ciências e Letras, no conceito do século XVIII) devido a sua mais importante e extensa obra, Dell’Origine, progressi e stato attuale d’ogni letteratura (1ª ed. italiana, Parma, 1782-1799) - Origen, progresos y estado actual de toda la literatura (Madrid, 1784-1806, incompleta) só recentemente restaurada pela edição crítica e completa. Figura intelectual extremamente considerada na Europa do seu tempo foi visto, no entanto, em grande parte dos séculos XIX e XX, como um mero e obscuro estudioso. E isto por várias razões diferentes, tanto circunstanciais e fortuitas como interessadas.
Andrés, formado na antiga Universidade de Gandia, professor de Retórica, e obrigado a se exilar ainda jovem na Itália como jesuíta expulso (1766), estabeleceu-se inicialmente em Ferrara, posteriormente acolhido pelo Marquês Bianchi em seu palácio de Mântua, apreciado pela família deste último, até a chegada de Napoleão Bonaparte. Foram mais de vinte anos de estadia feliz e produtiva que lhe permitiram desenvolver a maior parte de sua obra.
Também é autor, entre outros muitos títulos, de Cartas familiares (Viaje de Italia) (Madrid e Valência, 1786-1800), a obra em língua espanhola mais importante do seu gênero e uma das principais da Europa, que consiste principalmente de um itinerário científico literário particularmente bibliográfico. O pensamento de Andrés, baseado no período final do Iluminismo neoclássico, por sua vez corresponde a uma forte tradição hispano-italiana não só identificável com a de seus grandes companheiros jesuítas vítimas da expulsão, eminentemente Lorenzo Hervás construtor da linguística comparada, e o grande teórico da música Antonio Eximeno, mas amplia a linha representada por Luzán-Muratori e avançadamente acolhe o grande pioneiro e genial Giambattista Vico.
Andrés, com a visão quase perdida no final de seus dias, passou seu último período de atividade profissional comandando a Biblioteca Real de Nápoles, até finalmente se retirar para Roma sob o amparo de sua congregação religiosa, aonde veio a falecer em 12 de janeiro de 1817.

## Obras
Andrés é o autor de muitos diversos tratados sobre música, ciência, a arte de ensinar os surdos e os mudos, e outros. Mas sua principal obra, o trabalho de vinte anos, intitula-se Dell' origine, progressi, e stato attuale d' ogni Letteratura (7 vols., Parma, 1782-1799). Uma tradução em espanhol por seu irmão Carlos surgiu em Madrid entre 1784 e 1806, e um resumo em francês (1838-1846) foi compilado pelo jesuíta Alexis Nerbonne. O original foi frequentemente reimpresso durante a primeira metade do século XIX.